# Anzov
Anzov är en ort i Azerbajdzjan.   Den ligger i distriktet Jardymly, i den södra delen av landet, 220 kilometer sydväst om huvudstaden Baku. Anzov ligger 871 meter över havet och antalet invånare är 901.
Terrängen runt Anzov är kuperad norrut, men söderut är den bergig. Närmaste större samhälle är Yardımlı, 4,8 kilometer nordväst om Anzov. 
Trakten runt Anzov består till största delen av jordbruksmark. Runt Anzov är det ganska tätbefolkat, med 60 invånare per kvadratkilometer.